# Військовий ерарій
Військовий ерарій (лат. Aerarium militare) -  військова скарбниця імператорського Риму, що була заснована першим римським імператором Октавіаном Августом. Скарбниця створювалась для виплати пенсій (premia) для ветеранів римської імперської армії. Казначейство отримувало фінансування за рахунок нових податків, зокрема з податка на спадщину та податку з продажу, а також воно упорядковувало спеціальні положення для ветеранів, які за часів республіки часто завбачали суспільно-руйнівну конфіскацію майна.
Також імператором назначались префекти (Praefecti aerarii militaris), що були наглядачами за скарбницею.

## Причини створення
Професіоналізація армії в Римській республіці створила нову проблему ветеранів, оскільки раніше в історії Риму громадяни чоловічої статі служили в армії на короткий термін, щоб протистояти конкретним загрозам або проводити сезонні кампанії, а потім вони поверталися до своїх звичних занять. Біограф та історик Светоній вважав військовий ерарій відповіддю на невизначеність потребуючих у відставці військових, які могли бути схильні підтримати переворот або розпалити заворушення. У пізній республіці солдат заселяли у колоніях на завойованих територіях або на нібито державних землях в Італії, які насправді використовувалися аристократією для особистих вигод. Виплати, що надавались державою, допомогли перенаправити лояльність колишнього солдата до Римської держави в цілому. При Августі перерозподіл землі був замінений грошовими виплатами, що знайшло підтримку серед вищих класів, хоча в той же час вони були незадоволені введенням нових податків для їх фінансування.

## Утвердження
Військовий ерарій був частиною фіскальної ініціативи Августа, яка була спочатку вороже зустрінута. У 6 році н. е. Август капіталізував пенсійний фонд 170 мільйонами сестерцій власних грошей разом із добровільними внесками міст і королів-клієнтів. Суми виявилося недостатньо, і після пропозицій від сенаторів щодо підвищення доходів, він нарешті змусив ввести податок на спадщину у розмірі 5 % (vicesima hereditatium). Інше джерело податкових надходжень для військової скарбниці — податок з продажів у розмірі 1 %  на товари, продані на аукціоні (centesima rerum venalium).

## Механізм дії військового ерарію
По закінченню служби солдат отримував одночасне звання претора, або почесне звільнення (Honesta missio) після проходження служби (шістнадцять років для преторіанської гвардії, двадцять – для регулярної служби в армії). Наприкінці правління Августа пенсія преторіанців становила 20 000 сестерцій, а для легіонера — 12 000. У І столітті пенсійне забезпечення легіонера становило приблизно 12 років вислуги. Пенсії залишалися незмінними до часів Каракалли, який збільшив його до 20 000 сестерціїв для легіонера. Для преторіанської гвардії виплати також були збільшені, проте точних даних про їх сумму немає.

## Управління
Завдяки військовому диплому, що датований 65 роком н.е., відомо про те, що військова скарбниця за часів Нерона була розташована на Капітолійському пагорбі. До сьогодні незрозуміло, чи це було фізичне сховище для монет, привезених до столиці в рахунок сплати податків, чи це була контора для паперових операцій.
Скарбницею керували три префекти (praefecti aerarii militaris), що зазвичай були колишніми преторами. На цю посаду вони обиралися на трирічний термін шляхом жеребкування. Пізніше їх призначав імператор. Їхні точні обов’язки невідомі, хоча в їх діяльність не входило стягнення податків. Можливо, вони служили головним чином для забезпечення фінансового управління та безпеки.

## Значення
Октавіан Август включає військовий ерарій до своїх головних досягнень. Про це він зазначив у своїй автобіографії «Діяння божественного Августа» (Res Gestae Divi Augusti).

## Дивитись також
Ерарій
Економіка Стародавнього Риму